# Liste der Kulturdenkmale in Hamwarde
In der Liste der Kulturdenkmale in Hamwarde sind alle Kulturdenkmale der schleswig-holsteinischen Gemeinde Hamwarde (Kreis Herzogtum Lauenburg) aufgelistet (Stand: 10. März 2025).

## Legende
In den Spalten befinden sich folgende Informationen:
- Objekt-ID: die Nummer des Kulturdenkmales
- Lage: die Adresse des Kulturdenkmales und die geographischen Koordinaten. Kartenansicht, um Koordinaten zu setzen. In der Kartenansicht sind Kulturdenkmale ohne Koordinaten mit einem roten Marker dargestellt und können in der Karte gesetzt werden. Kulturdenkmale ohne Bild sind mit einem blauen Marker gekennzeichnet, Kulturdenkmale mit Bild mit einem grünen Marker.
- Offizielle Bezeichnung: Bezeichnung des Kulturdenkmales
- Beschreibung: die Beschreibung des Kulturdenkmales
- Bild: ein Bild des Kulturdenkmales

## Sachgesamtheiten
| Objekt-ID      | Lage                                        | Offizielle Bezeichnung | Beschreibung | Bild |
| -------------- | ------------------------------------------- | ---------------------- | --- | ---- |
| 40572 Wikidata | Dreiecksplatz (53° 27′ 8″ N, 10° 25′ 21″ O) | Kirche Hamwarde        | Kirche St. Jacobi; 1847/48; historische und städtebauliche Einheit bestehend aus der Kirche St. Jacobi, dem Kirchhof mit Lindenkranz, Böschungsmauer und Kirchhofspforten sowie dem Pastorat von 1817 - Begründung: geschichtlich, künstlerisch, städtebaulich, Kulturlandschaft prägend - Schutzumfang: Kirche mit Ausstattung, Kirchhof mit Lindenkranz, Kirchhofspforten, Feldstein-Böschungsmauer (Dreiecksplatz); Pastorat (Dorfstraße 2) | BW   |

## Bauliche Anlagen
| Objekt-ID     | Lage                                        | Offizielle Bezeichnung | Beschreibung | Bild            |
| ------------- | ------------------------------------------- | ---------------------- | --- | --------------- |
| 27598         | Dorfstraße 2 (53° 27′ 11″ N, 10° 25′ 17″ O) | Pastorat               | Pastorat; 1817; langgestreckter, traufständiger Fachwerkbau unter Reetdach, die für ein Fachhallenhaus in Zweiständerbauweise typische Innenstruktur ist in den Grundzügen erhalten - Begründung: geschichtlich, städtebaulich - Schutzumfang: gesamtes Objekt - Denkmaltyp: Bauliche Anlage, Sachgesamtheit: Kirche Hamwarde                             | BW              |
| 3071 Wikidata | Dreiecksplatz (53° 27′ 8″ N, 10° 25′ 20″ O) | Kirche mit Ausstattung | Kirche St. Jacobi; 1847/48, Landesbauinspektor Georg Wilhelm Timmermann; spätklassizistische, backsteinsichtige Saalkirche mit hohem Feldsteinsockel, Walmdach und Westturm mit achtseitigem Helm - Begründung: geschichtlich, künstlerisch, städtebaulich - Schutzumfang: gesamtes Objekt - Denkmaltyp: Bauliche Anlage, Sachgesamtheit: Kirche Hamwarde | Fotos hochladen |

## Quelle
- Liste der Kulturdenkmale in Schleswig-Holstein – Herzogtum Lauenburg (PDF)

- Karte mit allen Koordinaten:
- OSM |
- WikiMap